# 阿尔贝拉地区孟德斯鸠
阿尔贝拉地区孟德斯鸠（法語：Montesquieu-des-Albères）是法国东比利牛斯省的一个市镇，位于该省东南部，属于塞雷区（Céret）。该市镇总面积17.06平方公里，2010年时的人口为1168人。

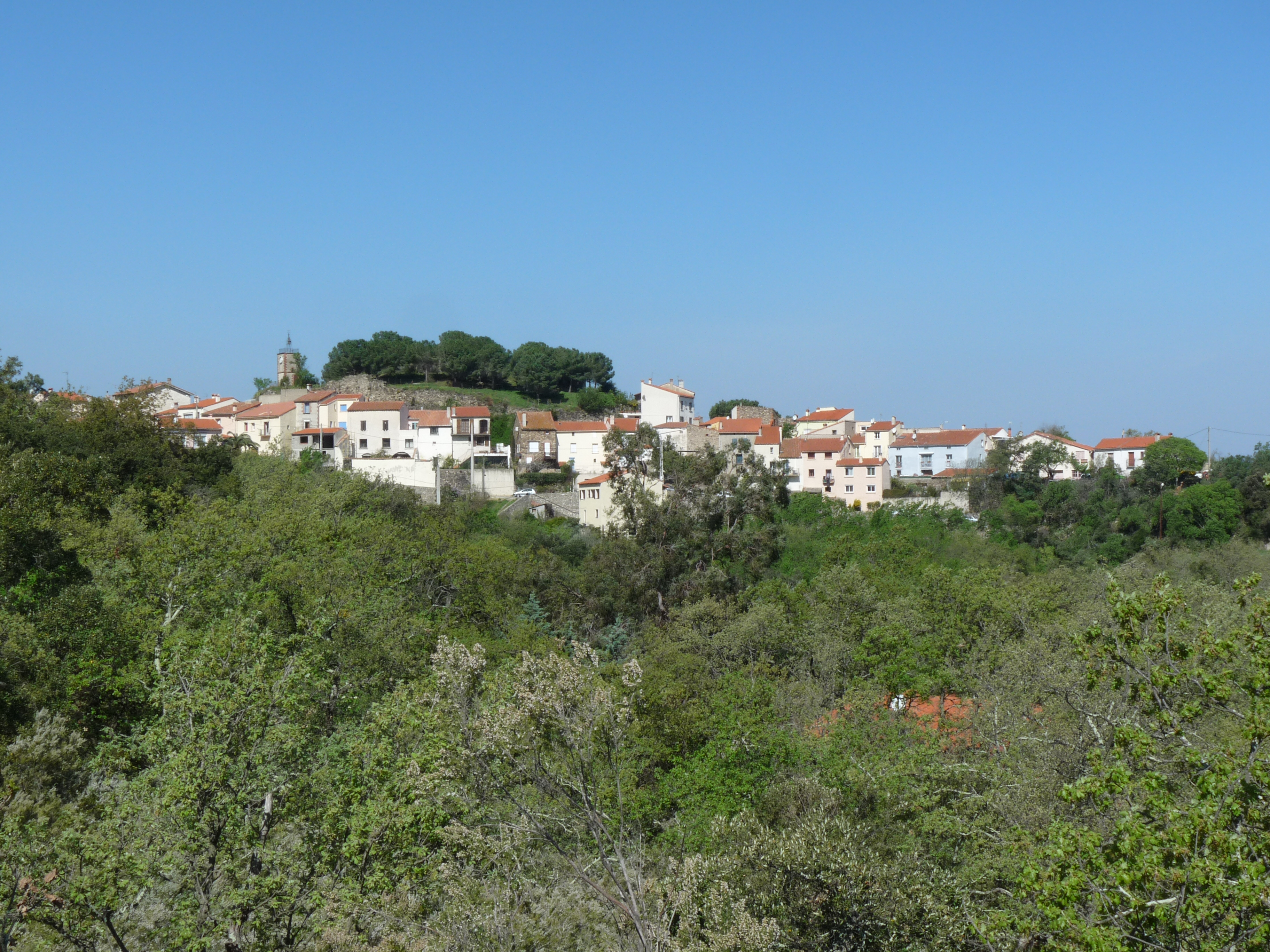
孟德斯鸠代阿勒贝尔

## 地名
阿尔贝拉为附近山区的名称，而“孟德斯鸠”和法国哲学家孟德斯鸠没有任何联系。

## 人口
阿尔贝拉地区孟德斯鸠人口变化图示